# Григорий II (папа)
Свети Григорий II (на латински: Gregorius PP. II) е римски папа от 19 май 715 г. до смъртта си на 11 февруари 731 г.